# 小蚌埠镇
小蚌埠镇，是中华人民共和国安徽省蚌埠市淮上区下辖的一个乡镇级行政单位。

## 行政区划
小蚌埠镇下辖以下地区：
小蚌埠村、方沟村、吴庵村、赵宋村、高庵村、陈台村、后楼村、卢台村、山香村、果园村、金台村、桃园村、东赵村、王小沟村、卢小庙村、徐岗村、吴郢村和双墩村。